# 鳩山由紀夫內閣
鳩山由紀夫内閣（日语：／ Hatoyama Yukio Naikaku */?）是日本眾議院議員、民主黨代表鳩山由紀夫就任第93任內閣總理大臣（首相）後，自2009年9月16日至2010年6月8日組成的內閣。
在第45屆日本眾議院議員總選舉中，民主黨拿下3分之2的席次，選舉後跟社會民主黨及國民新黨組成3黨聯合政府（民社國聯合政權），成為自1993年細川內閣以來首個由非自民黨贏得選舉後組成的內閣(非自民·非共產聯合政權），也成為日本第一個以民主黨人為首組成的內閣。
內閣上台時主張擺脫官僚政治，以政治主導，並設置國家戰略室及行政刷新會議。眾議院選舉時民主黨選舉宣言時打出兒童青少年津貼及高速公路免費，令市民充為期待。但很多政策在選後並沒有實施，令內閣支持度滑落。不少政策決定權也落在民主黨幹事長小澤一郎上。

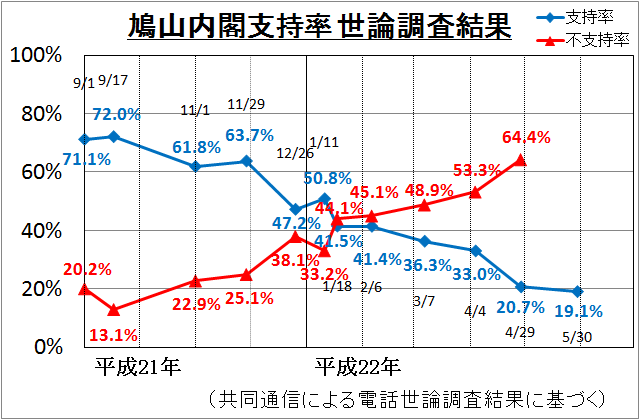
共同通信電話民意調査支持度改變

內閣成立之初，支持度超過70%，但首相自己及小澤的政治獻金案及沖繩普天間基地搬遷問題，令8個月後民望跌低至20%。
普天間基地搬遷問題是自民黨時代已經出現的問題。民主黨在上台時打出縣外搬遷的目標，但及後接受遷至縣內名護市邊野古，令社民黨決定退出執政聯盟，最後鳩山內閣在2010年6月4日總辭，當日菅直人成為民主黨新任代表，6月8日菅直人內閣成立。

## 組閣過程
第45屆日本眾議院議員總選舉在2009年8月30日舉行，在野的民主黨贏得接近三分之二的308議席，取得大勝。所得議席為戰後眾議院選舉中最多，比1986年總選舉中自由民主黨前首相中曾根康弘的304席為多。
在8月14日，民主黨、社會民主黨及國民新黨發表「眾議院選舉共同政策」，為聯合政權建立基礎。
總選舉結果公佈後，3黨黨魁在9月9日舉行會談，就10項政策分歧達成共識。聯合政權令民主黨在參議院中能有過半議席，令到政權更安定。
9月16日，民主黨代表鳩山由紀夫得到日本國會首班指名。同日，鳩山内閣正式成立。過往內閣一向在組閣當日才公佈新內閣名單，但今次組閣名單在9月14日已經公佈，從而形成內閣集團領導的形象。
在鳩山指示下，設置「國家戰略室」（法制化後昇格為國家戰略局），廢除閣僚懇談會及事務次官等會議。
9月18日內閣正式決定設置國家戰略室及行政刷新會議。組閣後各報社的內閣支持度民意調查都超過70%，為歷代內閣第二或三高。
新機制下，國家戰略室及行政刷新會議均成國務大臣職位。國家戰略擔當大臣由菅直人出任，其並同時被委任為代理首相職務第一順位指定大臣及副總理，突顯其職位在內閣的排行。這比過往第一順位指定大臣為內閣官房長官不同。副總理上一次設立已經是第1次橋本内閣自社聯合政府時，久保亘（社會民主黨）的任命。副總理的辦公室設置在總理大臣官邸。除社會民主黨 及國民新黨的黨首福島瑞穂及龜井靜香外，其他成員為民主黨人，沒有民間人士。
相比起，民主黨在選舉前的影子內閣（第五次鳩山由紀夫「次之内閣」），在21人中只有3人出任新內閣相同職位。這跟過往民主黨幹事長小澤一郎的構想全搬影子內閣不同。

## 總辭過程
鳩山及小澤的政治獻金案及沖繩普天間基地搬遷問題，令8個月後民望由70%跌低至20%，後者更令社會民主黨在2010年5月30日退出聯合政府。由於日本參議院將在7月舉行改選，令鳩山被民主黨黨員要求辭職（鳩山退陣）。
在6月2日，鳩山宣佈辭任民主黨代表，同時小澤一郎幹事長也辭任。鳩山内閣於2010年6月4日內閣總辭，菅直人成為民主黨新代表。由於等待天皇進行認証儀式，鳩山内閣作為職務執行内閣留任至6月8日。鳩山僅就任首相8個月，為歷代第6短命政權。

## 國務大臣
以下列出鳩山由紀夫内閣的國務大臣成員。
| 職稱                                                                                | 姓名       | 姓名         | 所屬議院 所屬政黨                         | 特別事項 | 備註              |
| ----------------------------------------------------------------------------------- | ---------- | ------------ | ----------------------------------------- | --- | ----------------- |
| 內閣總理大臣                                                                        |            | 鳩山由紀夫   | 眾議院 民主黨 （鳩山集團）                | |                   |
| 副總理 内閣府特命擔當大臣 （經濟財政政策擔當大臣 國家戰略擔當大臣）                 |            | 菅直人       | 眾議院 民主黨 （菅集團）                  | 國家戰略擔當 （-2010年1月7日） 內閣總理大臣臨時代理（第1順位） （副總理）                                         |                   |
| 總務大臣 内閣府特命擔當大臣 （地域主權推進擔當）                                    |            | 原口一博     | 眾議院 （羽田集團）                       | |                   |
| 法務大臣                                                                            |            | 千葉景子     | 參議院 民主黨 （横路集團）                | 内閣總理大臣臨時代理 第五順位指定大臣 （〜2010年1月7日） 内閣總理大臣臨時代理 第四順位指定大臣 （2010年1月8日〜） |                   |
| 外務大臣                                                                            |            | 岡田克也     | 眾議院 民主黨 （無派閥）                  | |                   |
| 財務大臣                                                                            |            | 藤井裕久     | 眾議院 民主黨 （小澤集團）                | 内閣總理大臣臨時代理 第四順位指定大臣 （〜2010年1月7日）                                                          | 2010年1月7日辞任  |
| 財務大臣                                                                            |            | 菅直人       | 眾議院 民主黨 （菅集團）                  | | 2010年1月7日任命  |
| 文部科學大臣                                                                        |            | 川端達夫     | 眾議院 民主黨 （川端集團）                | 國立國会圖書館 連絡調整委員会委員 内閣總理大臣臨時代理 第五順位指定大臣 （2010年1月8日〜）                        |                   |
| 厚生勞動大臣                                                                        |            | 長妻昭       | 眾議院 民主黨 （無派閥）                  | 年金改革擔當 |                   |
| 農林水産大臣                                                                        |            | 赤松廣隆     | 眾議院 民主黨 （横路集團）                | |                   |
| 經濟産業大臣                                                                        |            | 直嶋正行     | 參議院 民主黨 （川端集團）                | |                   |
| 國土交通大臣 内閣府特命擔當大臣 （沖繩及北方對策擔當）                              |            | 前原誠司     | 眾議院 民主黨 （前原集團）                | |                   |
| 環境大臣                                                                            | [[Image:]] | 小澤鋭仁     | 眾議院 民主黨 （鳩山集團）                | |                   |
| 防衛大臣                                                                            |            | 北澤俊美     | 參議院 民主黨 （羽田集團）                | |                   |
| 内閣官房長官                                                                        |            | 平野博文     | 眾議院 民主黨 （鳩山集團）                | 内閣總理大臣臨時代理 第二順位指定大臣                                                                             |                   |
| 國家公安委員會委員長                                                                |            | 中井洽       | 眾議院 民主黨 （小澤集團 川端集團同所属） | 綁架問題擔當 内閣總理大臣臨時代理 第三順位指定大臣                                                                |                   |
| 内閣府特命擔當大臣 （金融擔當）                                                     |            | 龜井靜香     | 眾議院 國民新黨                           | 郵政改革擔當 |                   |
| 内閣府特命擔當大臣 （消費者及食品安全擔當） （少子化對策擔當） （男女共同參劃擔當） |            | 福島瑞穂     | 參議院 社會民主黨                         | | 2010年5月28日罷免 |
| 内閣府特命擔當大臣 （消費者及食品安全擔當） （少子化對策擔當） （男女共同參劃擔當） |            | （平野博文） | 眾議院 民主黨 （鳩山集團）                | （事務代理） | 2010年5月28日指定 |
| 内閣府特命擔當大臣 （科學技術政策擔當）                                             |            | 菅直人       | 眾議院 民主黨 （菅集團）                  | | 2010年1月7日免    |
| 内閣府特命擔當大臣 （科學技術政策擔當）                                             |            | 川端達夫     | 眾議院 民主黨 （川端集團）                | | 2010年1月7日任命  |
| 内閣府特命擔當大臣 （防災擔當）                                                     |            | 前原誠司     | 眾議院 民主黨 （前原集團）                | | 2010年1月12日免   |
| 内閣府特命擔當大臣 （防災擔當）                                                     |            | 中井洽       | 眾議院 民主黨 （小澤集團）                | | 2010年1月12日任命 |
| 内閣府特命擔當大臣 （行政刷新擔當）                                                 |            | 仙谷由人     | 眾議院 民主黨 （前原集團）                | 公務員制度改革擔當 國家戰略擔當 （2010年1月7日〜）                                                                | 2010年2月10日免   |
| 内閣府特命擔當大臣 （行政刷新擔當）                                                 |            | 枝野幸男     | 眾議院 民主黨 （前原集團）                | | 2010年2月10日任命 |
| 内閣府特命擔當大臣 （「新公共」擔當）                                               |            | 仙谷由人     | 眾議院 民主黨 （前原集團）                | 公務員制度改革擔當 國家戰略擔當                                                                                   | 2010年2月10日任命 |

- 2009年（平成21年）9月16日任命[13]。

## 內閣官房副長官・內閣法制局長官
| 職稱           | 姓名       | 所屬議院 所屬政黨 | 特別事項                   | 備註                   |
| -------------- | ---------- | ----------------- | -------------------------- | ---------------------- |
| 內閣官房副長官 | 松野頼久   | 政務擔當          | 眾議院、民主黨（鳩山集團） |                        |
| 內閣官房副長官 | 松井孝治   | 政務擔當          | 參議院、民主黨（前原集團） |                        |
| 內閣官房副長官 | 瀧野欣彌   | 事務擔當          | 元總務事務次官             |                        |
| 內閣法制局長官 | 宮崎禮壹   |                   | 前内閣法制次長             | 再任 2010年1月15日辞任 |
| 內閣法制局長官 | 梶田信一郎 |                   | 前内閣法制次長             | 2010年1月15日任命      |

- 2009年（平成21年）9月16日任命。

## 內閣總理大臣助理官
| 職稱               | 姓名     | 所屬議院 所屬政黨                   | 特別事項                   | 備註               |
| ------------------ | -------- | ----------------------------------- | -------------------------- | ------------------ |
| 內閣總理大臣助理官 | 中山義活 | 中小企業對策・ 地域活性化對策擔當   | 眾議院 民主黨 （鳩山集團） |                    |
| 內閣總理大臣助理官 | 小川勝也 | 農山漁村地域 活性化擔當             | 參議院 民主黨 （鳩山集團） |                    |
| 內閣總理大臣助理官 | 荒井聰   | 國家戰略擔當                        | 眾議院 民主黨 （菅集團）   | 2009年10月23日任命 |
| 內閣總理大臣助理官 | 逢坂誠二 | 地域主權、地域活性化 及地方行政擔當 | 眾議院 民主黨 （菅集團）   | 2009年12月4日任命  |

- 2009年（平成21年）9月16日任命。

## 副大臣
| 職稱           | 姓名       | 所屬議院 所屬政黨          | 備註              |
| -------------- | ---------- | -------------------------- | ----------------- |
| 內閣府副大臣   | 大島敦     | 眾議院、民主黨（鳩山集團） |                   |
| 內閣府副大臣   | 古川元久   | 眾議院、民主黨（前原集團） |                   |
| 內閣府副大臣   | 大塚耕平   | 參議院、民主黨（無派閥）   |                   |
| 總務副大臣     | 渡邊周     | 眾議院、民主黨（前原集團） |                   |
| 總務副大臣     | 內藤正光   | 參議院、民主黨（菅集團）   |                   |
| 法務副大臣     | 加藤公一   | 眾議院、民主黨（菅集團）   |                   |
| 外務副大臣     | 武正公一   | 眾議院、民主黨（野田集團） |                   |
| 外務副大臣     | 福山哲郎   | 參議院、民主黨（前原集團） |                   |
| 財務副大臣     | 野田佳彦   | 眾議院、民主黨（野田集團） |                   |
| 財務副大臣     | 峰崎直樹   | 參議院、民主黨（横路集團） |                   |
| 文部科學副大臣 | 中川正春   | 眾議院、民主黨（羽田集團） |                   |
| 文部科學副大臣 | 鈴木寛     | 參議院、民主黨（鳩山集團） |                   |
| 厚生勞動副大臣 | 細川律夫   | 眾議院、民主黨（菅集團）   |                   |
| 厚生勞動副大臣 | 長濱博行   | 參議院、民主黨（野田集團） |                   |
| 農林水産副大臣 | 山田正彦   | 眾議院、民主黨（小澤集團） |                   |
| 農林水産副大臣 | 郡司彰     | 參議院、民主黨（横路集團） |                   |
| 經濟產業副大臣 | 増子輝彦   | 參議院、民主黨（羽田集團） |                   |
| 經濟產業副大臣 | 松下忠洋   | 眾議院、國民新黨           |                   |
| 国土交通副大臣 | 過元清美   | 眾議院、社会民主黨         | 2010年5月31日辭任 |
| 国土交通副大臣 | 馬淵澄夫   | 眾議院、民主黨（無派閥）   |                   |
| 環境副大臣     | 田島一成   | 眾議院、民主黨（前原集團） |                   |
| 防衛副大臣     | 榛葉賀津也 | 參議院、民主黨（鳩山集團） |                   |

- 2009年（平成21年）9月18日任命。

## 大臣政務官
| 職稱               | 姓名       | 所屬議院 所屬政黨          | 備註 |
| ------------------ | ---------- | -------------------------- | ---- |
| 內閣府大臣政務官   | 泉健太     | 眾議院、民主黨（前原集團） |      |
| 內閣府大臣政務官   | 田村謙治   | 眾議院、民主黨（菅集團）   |      |
| 內閣府大臣政務官   | 津村啓介   | 眾議院、民主黨（菅集團）   |      |
| 總務大臣政務官     | 小川淳也   | 眾議院、民主黨（前原集團） |      |
| 總務大臣政務官     | 階猛       | 眾議院、民主黨（小澤集團） |      |
| 總務大臣政務官     | 長谷川憲正 | 參議院、國民新黨           |      |
| 法務大臣政務官     | 中村哲治   | 參議院、民主黨（前原集團） |      |
| 外務大臣政務官     | 吉良州司   | 眾議院、民主黨（小澤集團） |      |
| 外務大臣政務官     | 西村智奈美 | 眾議院、民主黨（菅集團）   |      |
| 財務大臣政務官     | 大串博志   | 眾議院、民主黨（野田集團） |      |
| 財務大臣政務官     | 古本伸一郎 | 眾議院、民主黨（川端集團） |      |
| 文部科學大臣政務官 | 後藤齋     | 眾議院、民主黨（羽田集團） |      |
| 文部科學大臣政務官 | 高井美穂   | 眾議院、民主黨（前原集團） |      |
| 厚生勞動大臣政務官 | 山井和則   | 眾議院、民主黨（前原集團） |      |
| 厚生勞動大臣政務官 | 足立信也   | 參議院、民主黨（無派閥）   |      |
| 農林水産大臣政務官 | 佐佐木隆博 | 眾議院、民主黨（横路集團） |      |
| 農林水産大臣政務官 | 舟山康江   | 參議院、民主黨（菅集團）   |      |
| 經濟產業大臣政務官 | 近藤洋介   | 眾議院、民主黨（野田集團） |      |
| 經濟產業大臣政務官 | 高橋千秋   | 參議院、民主黨（鳩山集團） |      |
| 国土交通大臣政務官 | 長安豊     | 眾議院、民主黨（前原集團） |      |
| 国土交通大臣政務官 | 三日月大造 | 眾議院、民主黨（川端集團） |      |
| 国土交通大臣政務官 | 藤本祐司   | 參議院、民主黨（野田集團） |      |
| 環境大臣政務官     | 大谷信盛   | 眾議院、民主黨（無派閥）   |      |
| 防衛大臣政務官     | 楠田大蔵   | 眾議院、民主黨（羽田集團） |      |
| 防衛大臣政務官     | 長島昭久   | 眾議院、民主黨（野田集團） |      |

- 2009年（平成21年）9月18日任命。

## 外部連結
- （日語）首相官邸
  - （日語）鳩山内閣閣僚名簿等